# Кубок Карьяла 2015
Кубок Карьяла 2015 прошёл с 5 по 8 ноября 2015 года в городе Хельсинки в Финляндии. Он являлся частью хоккейного Евротура 2015/2016.

## Составы сборных

### Чехия
вратари: Якуб Коварж («Автомобилист»), Доминик Фурх («Авангард»)
защитники: Якуб Йерабек («Шкода Пльзень»), Михал Кемпни («Авангард»), Матей Стритески («Млада Болеслав»), Марек Трончински («Млада Болеслав»), Томаш Ворачек («Млада Болеслав»), Ян Коларж («Амур»), Якуб Крейчик («Эребру»), Радим Шимек («Били Тигржи»), Милан Доудера («Оцеларжи»), Томаш Кундратек («Динамо» Р),
нападающие: Михал Бирнер («Били Тигржи»), Владимир Соботка («Авангард»), Доминик Кубалик («Шкода Пльзень»), Томаш Филиппи («Металлург» Мг), Ян Коварж («Металлург» Мг), Милан Гулаш («Ферьестад»), Ян Бухтеле («Спарта»), Роман Хорак («Витязь»), Ростислав Олеш («Витковице Стил»), Михал Ржепик («Били Тигржи»), Даниэль Пржибыл («Спарта»), Лукаш Радил («Спартак» М), Ян Хрушка («Комета»), Томаш Зогорна («Амур»), Марек Квапил («Медвешчак»)

### Россия
вратари: Илья Сорокин (ЦСКА), Денис Костин («Авангард»), Василий Кошечкин («Металлург», Мг);
защитники: Михаил Пашнин («Локомотив»), Михаил Григорьев («Локомотив»), Денис Денисов (ЦСКА), Никита Зайцев (ЦСКА), Богдан Киселевич (ЦСКА), Виктор Антипин («Металлург», Мг), Егор Яковлев (СКА), Максим Чудинов (СКА), Виталий Меньшиков («Сибирь»), Дмитрий Вишневский («Динамо» М);
нападающие: Сергей Мозякин («Металлург», Мг), Данис Зарипов («Металлург», Мг), Сергей Андронов (ЦСКА), Игорь Григоренко («Салават Юлаев»), Николай Прохоркин («Салават Юлаев»), Алексей Цветков («Динамо» М), Даниил Апальков («Локомотив»), Владислав Картаев («Локомотив»), Сергей Широков («Авангард»), Илья Каблуков (СКА), Евгений Дадонов (СКА), Илья Ковальчук (СКА), Антон Бурдасов (СКА), Вадим Шипачёв (СКА), Никита Гусев (СКА).

## Турнир
| Сборная   | И | В | ВБ | ПБ | П | ШЗ | ШП | О |
| --------- | - | - | -- | -- | - | -- | -- | - |
| Швеция    | 3 | 2 | 0  | 0  | 1 | 6  | 5  | 6 |
| Финляндия | 3 | 2 | 0  | 0  | 1 | 12 | 10 | 6 |
| Россия    | 3 | 1 | 0  | 1  | 1 | 10 | 9  | 4 |
| Чехия     | 3 | 0 | 1  | 0  | 2 | 7  | 11 | 2 |

## Матчи турнира
Финляндия — Россия 2:1 (1:1, 0:0, 1:0) 
Голы: Кукконен, Контиола — Ковальчук.
Швеция — Чехия 6:2 (2:0, 2:0, 2:2) 
Голы: Франссон, Эрикссон, Лундквист (2), Росен, Сёренсен — Гулаш, Хруска.
Россия — Швеция 6:3 (1:0, 3:2, 2:1) 
Голы: Апальков, Мозякин, Прохоркин, Шипачёв (2), Ковальчук — Умарк, Энгквист, Росен.
Чехия — Финляндия 1:2 (0:0, 1:1, 0:1) 
Голы: Гулаш — Хухтала, Куусела.
Россия — Чехия 3:4 Б (0:0, 1:1, 2:2, 0:0, 0:1)
Голы: Широков, Григорьев, Антипин — Зогорна, Доудера, Гулаш, Коварж (ПБ)
Финляндия — Швеция 2:3 (0:1, 1:1, 1:1)
Голы: Лепистё, Куусела — Лундквист, Эрикссон, Умарк.